# Dani Ceballos
Daniel Ceballos Fernández (Utrera, Sevilla, España, 7 de agosto de 1996) es un futbolista español que juega como centrocampista en el Real Madrid C. F. de la Primera División de España.

## Trayectoria

### Inicios y Real Betis
Nació en la localidad sevillana de Utrera, donde comenzó a jugar al fútbol en equipos locales. De ahí pasó a las categorías inferiores del Sevilla Fútbol Club hasta que en edad cadete volvió al Club Deportivo Utrera, para después ingresar en el equipo juvenil del Real Betis Balompié. Firmó su primer contrato profesional el 22 de febrero de 2014.
Progresó en el equipo bético hasta que el 26 de abril de 2014, con diecisiete años, debutó en primera división, en el partido contra la Real Sociedad, y no disputó ningún otro encuentro con el primer equipo, en una temporada en la que el equipo bético perdió la categoría. 
En la siguiente comenzó jugando con el equipo filial, el Real Betis "B" de la Segunda División "B", aunque posteriormente se asentó en el primer equipo en la Segunda División, con el que disputó esa temporada 33 encuentros en los que anotó cinco tantos y se convirtió en uno de los referentes del equipo. Sus buenas actuaciones contribuyeron al regreso a primera ese año y le llevaron a ser convocado en el período estival por la selección española sub-19 para el europeo de Grecia, en el que se proclamó campeón de Europa. 
Asentado en el equipo titular, disputó 69 partidos más como verdiblanco en las dos siguientes temporadas para un balance total en su etapa en el Real Betis de 105 partidos y siete goles antes de disputar el campeonato Europeo Sub-21 de Polonia con la selección española en la que fue subcampeón. En la cita fue galardonado como el balón de oro del torneo como el jugador más destacado.

### Real Madrid
Tras la disputa del sub-21 europeo, en julio de 2017 y después de diversas especulaciones sobre su futuro, el Real Betis y el Real Madrid acordaron el traspaso del jugador al club madridista para las siguientes seis temporadas.
El 23 de septiembre anotó sus dos primeros goles oficiales con el club en el partido de liga frente al Deportivo Alavés, que finalizó con la victoria del Real Madrid por 1 a 2.

#### Cesión al Arsenal
Tras dos años en el Real Madrid, el 25 de julio de 2019 se oficializó la cesión de Ceballos al Arsenal F. C. por una temporada, que después se amplió hasta 2021. Con «los gunners» disputó un total de 77 partidos, que le aportaron minutos en su desarrollo profesional. Anotó dos goles y dio cinco asistencias en dos años de cesión con un desempeño irregular. Su máximo logro fue la conquista de una FA Cup —la Copa de Inglaterra— en la temporada 2019-20, finalizando el equipo en ambas temporadas fuera de las competiciones europeas en el campeonato de liga.

#### Vuelta a Madrid
Tras cumplir su cesión de dos años en el Arsenal, volvió al Real Madrid, aunque una lesión en el tobillo que sufrió durante los Juegos Olímpicos de Tokio le impidieron debutar en la temporada hasta enero de 2022.

## Selección nacional
Ceballos ha sido internacional sub-19 y sub-21 con España, siendo campeón de la Eurocopa sub-19 de Grecia 2015, así como campeón de la Eurocopa Sub-21 en Polonia 2019 —siendo incluido en el equipo ideal del torneo— y subcampeón en Italia 2017 —donde fue además nombrado como mejor jugador del torneo—.
El 11 de septiembre de 2018 debutó como titular con la selección absoluta en una victoria por 6 a 0 ante Croacia.

## Estadísticas

### Clubes
Actualizado al último partido disputado el 19 de agosto de 2025.
| Club                         | Div.          | Temporada     | Liga  | Liga  | Liga   | Copas nacionales | Copas nacionales | Copas nacionales | Copas internacionales | Copas internacionales | Copas internacionales | Total | Total | Total  |
| Club                         | Div.          | Temporada     | Part. | Goles | Asist. | Part.            | Goles            | Asist.           | Part.                 | Goles                 | Asist.                | Part. | Goles | Asist. |
| ---------------------------- | ------------- | ------------- | ----- | ----- | ------ | ---------------- | ---------------- | ---------------- | --------------------- | --------------------- | --------------------- | ----- | ----- | ------ |
| Betis Deportivo · España     | 2.ª B         | 2014-15       | 4     | 0     | 0      | —                | —                | —                | —                     | —                     | —                     | 4     | 0     | 0      |
| Betis Deportivo · España     | Total club    | Total club    | 4     | 0     | 0      | 0                | 0                | 0                | 0                     | 0                     | 0                     | 4     | 0     | 0      |
| Real Betis Balompié · España | 1.ª           | 2013-14       | 1     | 0     | 0      | 0                | 0                | 0                | —                     | —                     | —                     | 1     | 0     | 0      |
| Real Betis Balompié · España | 2.ª           | 2014-15       | 33    | 5     | 5      | 2                | 0                | 0                | —                     | —                     | —                     | 35    | 5     | 5      |
| Real Betis Balompié · España | 1.ª           | 2015-16       | 34    | 0     | 2      | 4                | 0                | 0                | —                     | —                     | —                     | 38    | 0     | 2      |
| Real Betis Balompié · España | 1.ª           | 2016-17       | 30    | 2     | 2      | 1                | 0                | 0                | —                     | —                     | —                     | 31    | 2     | 2      |
| Real Betis Balompié · España | Total club    | Total club    | 98    | 7     | 9      | 7                | 0                | 0                | 0                     | 0                     | 0                     | 105   | 7     | 9      |
| Real Madrid C. F. · España   | 1.ª           | 2017-18       | 12    | 2     | 0      | 6                | 0                | 0                | 4                     | 0                     | 0                     | 22    | 2     | 0      |
| Real Madrid C. F. · España   | 1.ª           | 2018-19       | 23    | 3     | 0      | 6                | 0                | 2                | 5                     | 0                     | 0                     | 34    | 3     | 2      |
| Arsenal F. C. Inglaterra     | 1.ª           | 2019-20       | 24    | 0     | 2      | 7                | 1                | 0                | 6                     | 1                     | 0                     | 37    | 2     | 2      |
| Arsenal F. C. Inglaterra     | 1.ª           | 2020-21       | 25    | 0     | 3      | 3                | 0                | 0                | 12                    | 0                     | 0                     | 40    | 0     | 3      |
| Arsenal F. C. Inglaterra     | Total club    | Total club    | 49    | 0     | 5      | 10               | 1                | 0                | 18                    | 1                     | 0                     | 77    | 2     | 5      |
| Real Madrid C. F. · España   | 1.ª           | 2021-22       | 11    | 0     | 0      | 2                | 0                | 1                | 5                     | 0                     | 0                     | 18    | 0     | 1      |
| Real Madrid C. F. · España   | 1.ª           | 2022-23       | 30    | 0     | 4      | 6                | 1                | 3                | 10                    | 0                     | 2                     | 46    | 1     | 9      |
| Real Madrid C. F. · España   | 1.ª           | 2023-24       | 20    | 0     | 2      | 4                | 0                | 0                | 3                     | 1                     | 0                     | 27    | 1     | 2      |
| Real Madrid C. F. · España   | 1.ª           | 2024-25       | 23    | 0     | 0      | 7                | 0                | 1                | 15                    | 0                     | 1                     | 42    | 0     | 2      |
| Real Madrid C. F. · España   | 1.ª           | 2025-26       | 1     | 0     | 0      | 0                | 0                | 0                | 0                     | 0                     | 0                     | 1     | 0     | 0      |
| Real Madrid C. F. · España   | Total club    | Total club    | 120   | 5     | 6      | 31               | 1                | 6                | 42                    | 1                     | 2                     | 193   | 7     | 16     |
| Total carrera                | Total carrera | Total carrera | 271   | 12    | 20     | 48               | 2                | 6                | 59                    | 2                     | 2                     | 377   | 16    | 30     |
| 1. 2. 3.                     |               |               |       |       |        |                  |                  |                  |                       |                       |                       |       |       |        |

### Selecciones
Actualizado al último partido jugado el 28 de marzo de 2023.
| Sub-19        | 2014-15       | 8  | — | 1  | — | — | — | 3  | — | — | 11 | 0 | 1  |
| Sub-19        | Total         | 8  | 0 | 1  | 0 | 0 | 0 | 3  | 0 | 0 | 11 | 0 | 1  |
| Sub-21        | 2014-15       | —  | — | —  | — | — | — | 2  | — | — | 2  | 0 | 0  |
| Sub-21        | 2015-16       | 6  | 2 | 1  | — | — | — | 1  | — | — | 7  | 2 | 1  |
| Sub-21        | 2016-17       | 6  | — | 1  | — | — | — | 2  | — | — | 8  | 0 | 1  |
| Sub-21        | 2017-18       | 6  | 4 | 4  | — | — | — | 1  | — | — | 7  | 4 | 4  |
| Sub-21        | 2018-19       | 5  | 2 | 2  | — | — | — | 1  | — | — | 5  | 2 | 5  |
| Sub-21        | Total         | 23 | 8 | 8  | 0 | 0 | 0 | 6  | 0 | 0 | 29 | 8 | 8  |
| Sub-23        | 2020-21       | —  | — | —  | 1 | — | — | 1  | — | — | 2  | 0 | 0  |
| Absoluta      | 2018-19       | 7  | 1 | 2  | — | — | — | 2  | — | — | 9  | 1 | 2  |
| Absoluta      | 2020-21       | 1  | — | —  | — | — | — | 1  | — | — | 2  | 0 | 0  |
| Absoluta      | 2022-23       | 2  | — | —  | — | — | — | —  | — | — | 2  | 0 | 0  |
| Absoluta      | Total         | 10 | 1 | 2  | 0 | 0 | 0 | 3  | 0 | 0 | 13 | 1 | 2  |
| Total carrera | Total carrera | 41 | 9 | 11 | 1 | 0 | 0 | 13 | 0 | 0 | 55 | 9 | 11 |
| 1.            |               |    |   |    |   |   |   |    |   |   |    |   |    |

#### Participación en fases finales
| Torneo             | Resultado      | Partidos | Goles |
| ------------------ | -------------- | -------- | ----- |
| JJ. OO. Tokio 2020 | Plata Olímpica | 1        | 0     |

#### Goles como internacional absoluto
| 1 | 15 de noviembre de 2018 | Estadio Maksimir, Zagreb, Croacia | Croacia | 1-1 | 3-2 | Liga de Naciones 2018-19 |

## Palmarés

### Títulos nacionales
| Título             | Club              | País       | Año  |
| ------------------ | ----------------- | ---------- | ---- |
| Segunda División   | Real Betis        | España     | 2015 |
| Supercopa          | Real Madrid C. F. | España     | 2017 |
| FA Cup             | Arsenal F. C.     | Inglaterra | 2020 |
| Supercopa          | Real Madrid C. F. | España     | 2022 |
| Campeonato de Liga | Real Madrid C. F. | España     | 2022 |
| Copa               | Real Madrid C. F. | España     | 2023 |
| Supercopa          | Real Madrid C. F. | España     | 2024 |
| Campeonato de Liga | Real Madrid C. F. | España     | 2024 |

### Títulos internacionales
| Título                           | Equipo *          | Sede               | Año  |
| -------------------------------- | ----------------- | ------------------ | ---- |
| Europeo (sub-19)                 | España (sub-19)   | Grecia             | 2015 |
| Supercopa de Europa              | Real Madrid C. F. | Skopie             | 2017 |
| Mundial de Clubes                | Real Madrid C. F. | EAU                | 2017 |
| Liga de Campeones                | Real Madrid C. F. | Kiev               | 2018 |
| Mundial de Clubes                | Real Madrid C. F. | EAU                | 2018 |
| Europeo (sub-21)                 | España (sub-21)   | Italia/ San Marino | 2019 |
| Plata Olímpica                   | España (sub-23)   | Tokio              | 2020 |
| Liga de Campeones                | Real Madrid C. F. | París              | 2022 |
| Supercopa de Europa              | Real Madrid C. F. | Helsinki           | 2022 |
| Mundial de Clubes                | Real Madrid C. F. | Marruecos          | 2022 |
| Liga de Campeones                | Real Madrid C. F. | Londres            | 2024 |
| Supercopa de Europa              | Real Madrid C. F. | Varsovia           | 2024 |
| Copa Intercontinental de la FIFA | Real Madrid C. F. | Catar              | 2024 |

### Distinciones individuales
| Distinción                          | Año  |
| ----------------------------------- | ---- |
| Mejor jugador de la Eurocopa sub-21 | 2017 |